# Didier Eribon
Didier Eribon (ur. 1953) – francuski filozof, socjolog i dokumentalista francuskiego życia intelektualnego.

## Życiorys
Urodził się i wychowywał w rodzinie robotniczej na przedmieściach Reims. Jego rodzice później przeprowadzili się do Muizon. Absolwent uniwersytetu w Reims, uzyskał doktorat na Sorbonie. Profesor na uniwersytecie w Amiens, wykładał także w Berkeley, Princeton, Cambridge i École des hautes études en sciences sociales. Pisał dla Libération i Nouvel Observateur. Autor prac nt. socjologii, filozofii, historii idei i gender studies, m.in. wywiadu rzeki z Claude’em Lévi-Straussem Z bliska i z oddali, biografii Michela Foucaulta, wywiadu z Georges’em Dumézilem Na tropie Indoeuropejczyków. Mity i epopeje, pracy Konserwatywna rewolucja i jej wpływ na lewicę francuską (2007) i częściowo biograficznego Powrotu do Reims (2009). Jest gejem.